# Шевде (комуна)
Комуна Шевде (швед. Skövde kommun) — адміністративно-територіальна одиниця місцевого самоврядування, що розташована в лені Вестра-Йоталанд у південно-західній Швеції.
Шевде 152-а за величиною території комуна Швеції. Адміністративний центр комуни — місто Шевде.

## Населення
Населення становить 52 212 чоловік (станом на вересень 2012 року). 
| Кількість населення комуни Шевде за 1970-2010 роки | Кількість населення комуни Шевде за 1970-2010 роки | Кількість населення комуни Шевде за 1970-2010 роки | Кількість населення комуни Шевде за 1970-2010 роки | Кількість населення комуни Шевде за 1970-2010 роки |
| -------------------------------------------------- | -------------------------------------------------- | -------------------------------------------------- | -------------------------------------------------- | -------------------------------------------------- |
| Рік                                                |                                                    |                                                    | Населення                                          |                                                    |
| 1970                                               | 1970                                               |                                                    | 43 586                                             | 43 586                                             |
| 1975                                               | 1975                                               |                                                    | 45 357                                             | 45 357                                             |
| 1980                                               | 1980                                               |                                                    | 46 007                                             | 46 007                                             |
| 1985                                               | 1985                                               |                                                    | 46 431                                             | 46 431                                             |
| 1990                                               | 1990                                               |                                                    | 47 529                                             | 47 529                                             |
| 1995                                               | 1995                                               |                                                    | 49 432                                             | 49 432                                             |
| 2000                                               | 2000                                               |                                                    | 49 313                                             | 49 313                                             |
| 2005                                               | 2005                                               |                                                    | 49 980                                             | 49 980                                             |
| 2010                                               | 2010                                               |                                                    | 51 402                                             | 51 402                                             |
| Джерело: SCB                                       |                                                    |                                                    |                                                    |                                                    |

## Населені пункти
Комуні підпорядковано 10 міських поселень (tätort) та низка сільських, більші з яких:
- Шевде (Skövde)
- Скульторп (Skultorp)
- Степен (Stöpen)
- Тідан (Tidan)
- Тіммердала (Timmersdala)
- Іґельсторп (Igelstorp)
- Верінґ (Väring)
- Версос (Värsås)

## Міста побратими
Комуна підтримує побратимські контакти з такими муніципалітетами:
- Комуна Галден, Норвегія
- Ваммала, Фінляндія
- Рінгстед, Данія
- Курессааре, Естонія

## Галерея

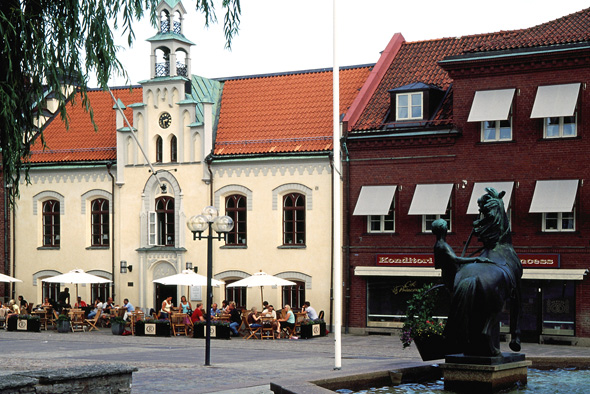
Ратуша (Шевде)
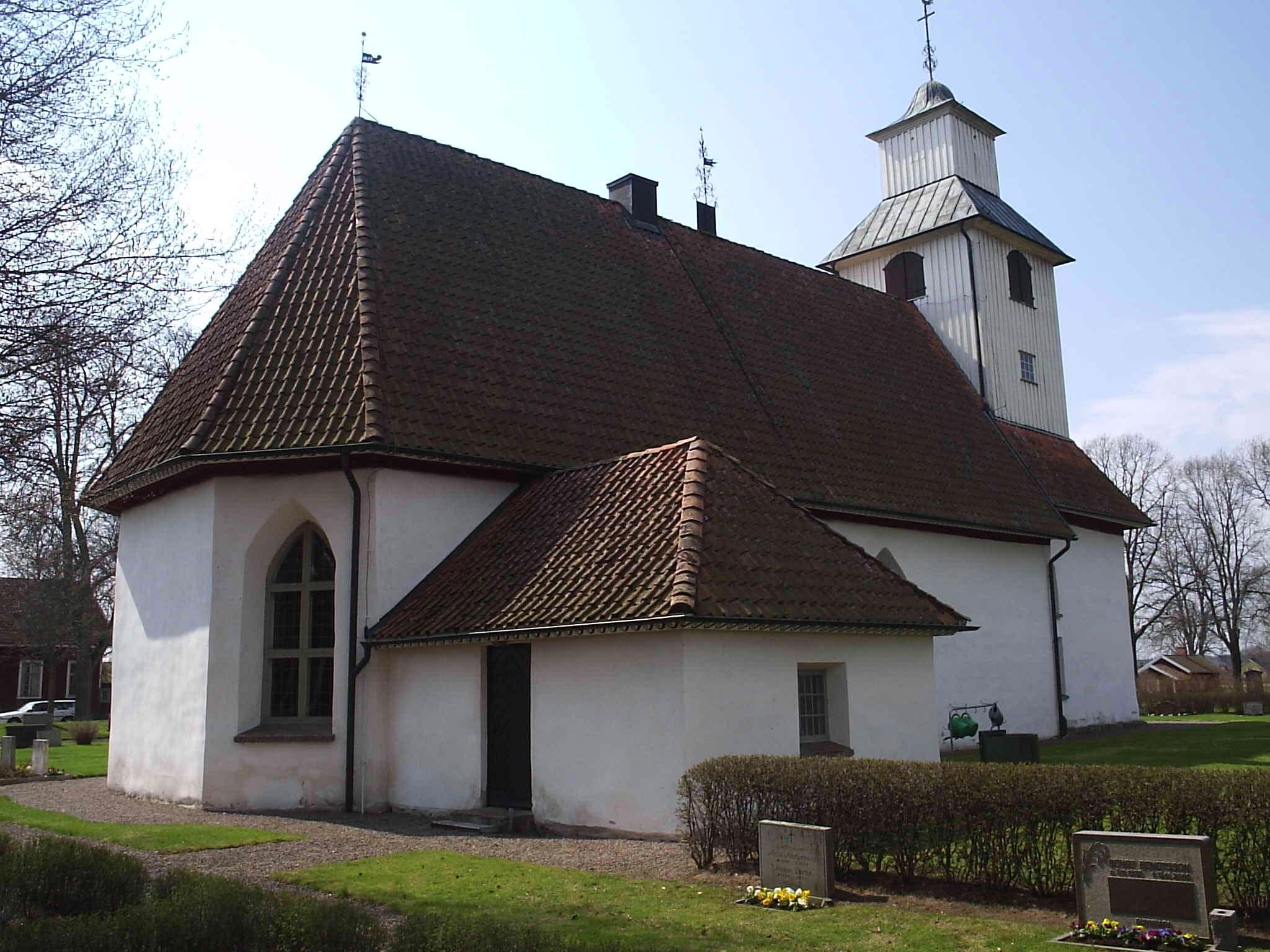
Церква (Йотлунда)
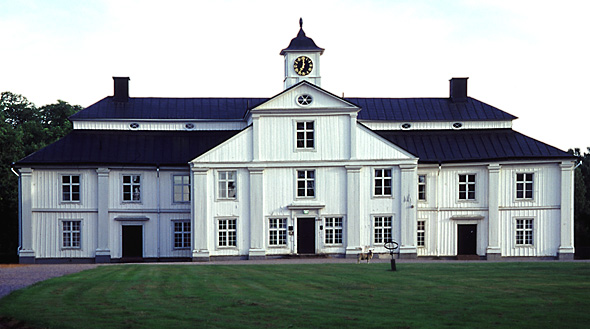
Садиба Клаґсторп
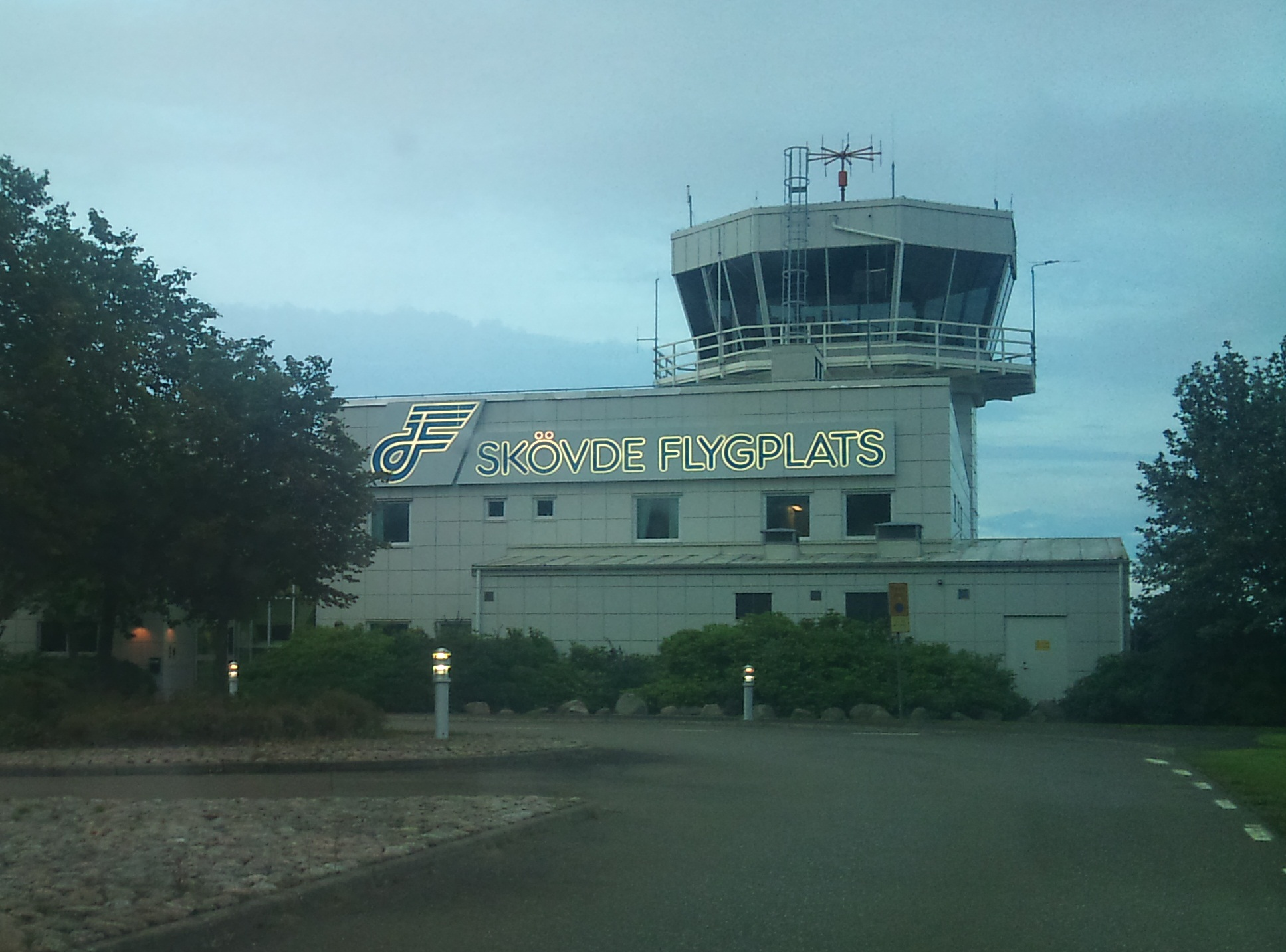
Аеропорт Шевде

## Виноски
1. ↑  Folkmangd i riket, lan och kommuner (шв.) . Центральне бюро статистики Швеції. Архів оригіналу за 20 серпня 2013. Процитовано 23 лютого 2013.